# Short Cuts Cologne
Short Cuts Cologne war ein zwischen 1998 und 2008 jährlich stattfindendes internationales Kurzfilmfestival in Köln, veranstaltet vom Verein Kölner Filmhaus e.V.

## Konzept
Die Short Cuts Cologne gehörten zu den größten deutschen Kurzfilmfestivals. Gegründet wurde es im Jahr 1998 von Stephan Sarasi und Hans-Dieter Delkus. Die Short Cuts Cologne hatten es sich zur Aufgabe gemacht, den kulturell anspruchsvollen Kurzfilm wirkungsvoll zu verbreiten und Forum zu sein für Filmschaffende, Filmindustrie und Filmliebhaber. Das Festival konnte sich international etablieren und erzielte eine große Resonanz bei Filmschaffenden und Produktionsfirmen. Im Jahr 2007 wurden fast 2500 Kurzfilme aus 71 Ländern zum Internationalen Wettbewerb eingesendet. Die Short Cuts Cologne waren in erster Linie ein Publikumsfestival, das die internationalen Entwicklungen im Wettbewerb präsentiert, aber auch Publikumspreise für den regionalen Nachwuchs veranstaltet. Die short cuts cologne wurden 2008 zum vorläufig letzten Mal durchgeführt. Fehlende Unterstützung durch die Stadt Köln wurde vom Verein Kölner Filmhaus e.V. angegeben. Der letzte Leiter war Dirk Werner.

## Mitgliedschaften
Die Short Cuts Cologne waren Mitglied in folgenden Verbänden:
- AG Kurzfilm – Bundesverband Deutscher Kurzfilm (Gründungsmitglied) – Die AG Kurzfilm ist ein im Jahr 2001 gegründeter Verein zur Interessenvertretung des Kurzfilms in Deutschland. Mittlerweile ist die AG Kurzfilm in allen wichtigen Filmgremien vertreten und ist erster Ansprechpartner in Sachen Kurzfilm, sowohl für die Politik als auch für alle Interessierten im In- und Ausland.
- European Coordination of Film Festivals, Brüssel – Die Coordination ist ein Zusammenschluss der wichtigsten Europäischen Kurzfilmfestivals.
- Kino Aktiv, Köln – Kino Aktiv ist ein loser Zusammenschluss von Kölner Filminitiativen.
- Netzwerk Nordrheinwestfälischer Filmfestivals – Das Netzwerk ist ein loser Zusammenschluss der Festivals in NRW mit dem Ziel, eine bessere Koordinierung, eine bessere Zusammenarbeit und eine stärkere Position gegenüber der Politik zu erreichen.